# Helge Notini
Johan Edmund Helge Notini, född 6 augusti 1900 i Malmö, död 19 oktober 1966 i Maglehem i Kristianstads kommun, var en svensk målare och tecknare.
Han var son till faktorn Wilhelm Josef Notini och Johanna Ulrika Olsson. Helge Notini studerade teckning för Olle Hjortzberg 1921–1922 och för Max Fabian vid Berlins konstakademi och under ett stort antal studieresor till bland annat Marocko, Grekland, Italien och Frankrike. Separat ställde han första gången i Sollentuna 1946 och han medverkade i ett flertal samlingsutställningar. Bland hans offentliga arbeten märks oljemålningen Kristi törnekrona i S:t Eriks kyrkas församlingslokal i Sollentuna, Sollentuna kommunalhus samt Sollentuna vårdcentral. Hans konst består av figurkompositioner, blomstermotiv, porträtt och landskapsmålningar utförda i olja, pastell, akvarell eller gouache.
Notini var från 1930 gift med Ellen Frideborg Larsson (1905–1982).

### Fotnoter
1. ↑  Dödsannons i Dagens Nyheter 15 december 1982 sid.46